# Mario De Paoli
Mario De Paoli (Pavia, 1928 – Pavia, 2002) è stato un pittore italiano, operativo nell'arte figurativa.

## Biografia
Pittore molto noto a Pavia si è affermato negli anni a livello nazionale grazie anche alla fortuna delle copertine dei libri che curò per Mario Soldati ("Storie di spettri") e per altri amici intellettuali a cavallo tra gli anni '60 e gli anni'70 (Arnoldo Mondadori Editore e Club degli Editori).
Dopo aver compiuto gli studi alla "Civica Scuola d'Arte" di Pavia si reca a Parigi insieme al pittore Luigi D'Alessandro, dove si diploma alla Académie de la Grande Chaumière (1954).	
Membro della Free World International Academy e Accademico Tiberino si è sempre distinto per uno stile figurativo imprevedibile e nervoso che puntava a declinare le visioni europee con la tradizione contadina della sua città natale.
È stato docente di "Disegno dal vero" presso il Liceo artistico Michelangelo di Pavia e della Civica Scuola d'Arte Visiva del Comune di Pavia. 

## Esposizioni
1956 "Teatro Fraschini", Pavia; 1959 Casinò di S. Remo; Galleria "Palazzo Bottigella", Pavia; 1961 Galleria "Montenapoleone" Milano; 1962 Galleria de "Il Giorno", Milano; "Intern. Art. Gallery", Bologna; 1963 "Fam. Meneghina", Milano; Galleria "Adriana", Venezia; Campione d'Italia; Lugano; 1976 Museo Civico Riva del Garda: 1968 Levico Terme; 1974 "Galerie Vallombreuse", Biarritz; 1975 Galerie "Mouffe", Parigi; "Internazionale", Parma; Vigevano; Galleria San Marino; Sale "Mostre d'arte del Casinò di S. Remo; 1986-1987 Gall. "Uno Spazio", Comune di Pavia; 1990 Biennale d'Arte La Spezia "Premio Internaz. Artisti per l'Europa"; 1994; Mostra antologica 1953-1993 Università di Pavia; "1900-2000. Un secolo d'arte a Pavia”. Pavia, Castello Visconteo, 2000